# Desigualdad en el poder de negociación
En economía y derecho, la desigualdad de poder de negociación se da cuando una de las partes en una negociación, contrato o acuerdo, tiene más y mejores alternativas que la otra parte. Esto se traduce en una parte que tiene más "poder" que la otra para rechazar un acuerdo, siendo más probable que obtenga condiciones más favorables. La desigualdad de poder de negociación es donde la libertad de contrato deja de ser la verdadera libertad, o donde algunos tienen más libertad que otros, y fallan los supuestos del mercado.
Cuando el poder de negociación es persistentemente desigual, sirve como justificación para impulsar reformas legislativas, implicando la incorporación de términos obligatorios en los contratos, o la no ejecución de los mismos por parte de tribunales de justicia.

## Desarrollo histórico
El concepto ha sido reconocido desde hace mucho tiempo, en particular con respecto a los trabajadores. En La Riqueza de las Naciones, Adam Smith escribió:

"Sin embargo, no es difícil prever cuál de las dos partes tiene, en todas las ocasiones ordinarias, la ventaja en una disputa, y obliga a la otra a cumplir sus condiciones. Los patrones, siendo menos en número, pueden coordinar entre ellos mucho más fácilmente; y la ley, además, autoriza, o al menos no prohíbe su actuación conjunta, mientras prohíbe la de los obreros. No tenemos ninguna ley contra las acciones coordinadas para bajar el precio de la mano de obra; pero muchas en contra de combinar para elevarlo. En todas estas disputas los patrones pueden aguantar mucho más tiempo. Un terrateniente, un granjero, un fabricante, un comerciante, aunque no emplearan un solo trabajador, podrían generalmente vivir un año o dos de los bienes que ya han adquirido. Muchos obreros no podrían subsistir una semana, pocos podrían subsistir por mes, y casi ninguno durante un año sin empleo. A la larga, un obrero puede ser tan necesario para su patrón como su patrón es para él; pero la necesidad no es tan inmediata."

Beatrice Webb y Sidney Webb en su tesis Democracia Industrial han ampliado de manera significativa las críticas de las condiciones de trabajo en el siglo XIX, y abogaron por un sistema integral de legislación laboral. Argumentaron que el mercado laboral estaba dominado por los empleadores, y por lo tanto tenía el mismo efecto que los monopsonios. Los trabajadores en general tienen mayor la presión para vender su fuerza de trabajo de la que tiene un empleador para comprarla. Un empleador puede resistir más tiempo sin ingresos, porque normalmente tendrá mayores reservas financieras. Esto significa que buena parte de la fuerza de trabajo se suministra por el simple hecho de la necesidad, y no por libre elección (mostrando un desplazamiento de la curva de oferta a la derecha), siendo un falso ejemplo de ambiente competitivo. Los Webb también señalaron que la discriminación puede disminuir las oportunidades de empleo para las mujeres o las minorías, y que las instituciones jurídicas que deberían regular el mercado son manipuladas en favor de los empleadores. Más importante aún, que un elevado nivel de desempleo representa un lastre para la capacidad de los trabajadores para negociar mejores condiciones.
Los Webb sostenían que la suma de estos factores alimentan la desigualdad sistémica en el poder de negociación entre los trabajadores y los empleadores. El primer uso de la frase "desigualdad en el poder de negociación", sin embargo, parece haber sido del filósofo británico John Beattie Crozier en La Rueda de la Riqueza.
- Max Weber, La Teoría de la Organización Social y Económica (1915) p152, "El poder es la probabilidad de que un actor dentro de una relación social esté en una posición para llevar a cabo su propia voluntad, a pesar de la resistencia, independientemente de la base sobre la que esta probabilidad descansa."
- JR Commons, JR Andrews, Buró Estadounidense de Investigación Industrial (American Bureau of Industrial Research), Principios de la Legislación Laboral (1916) 28, 30, 245
- JR Commons, Historia de la mano de obra en los Estados Unidos (1918) 34
- AC Pigou, La Economía del Bienestar (1920)
- Robert Dahl, "El Concepto de Poder" (1957) 2(3) Ciencia de la Conducta 201, 202-203, "El poder es cuando A puede hacer que B haga algo que no haría de otra forma".
- MJ Trebilcock, 'Un Enfoque Económico a la Doctrina de la Inconsciencia' en BJ Reiter y J Swan (eds) Estudios en el Contrato (1980)

"La verdadera medida del poder de mercado no es si un proveedor presenta sus términos en un "tomalo o dejalo", sino si el consumidor, en caso de "dejarlo" tiene disponible para sí un cierto abanico de recursos alternativos. Si esto es o no es tan simple, no puede deducirse del hecho de que un proveedor en particular está ofreciendo términos estandarizados no negociables. Es una cuestión para la investigación independiente. Si el mercado es funcionalmente competitivo, cualquier proveedor que ofrezca términos estandarizados no competitivos, deberá reformular su paquete de términos con y sin precio, para impedir que los consumidores (al menos los que son decisivos en el mercado) a que cambien su negocio hacia otros competidores.

Los no economistas a menudo pasan por alto la importancia del análisis marginal en este contexto. Por ejemplo, si sólo el 10 por ciento de los compradores de las pólizas de seguros o de servicios de limpieza en seco estudian todos los términos cuidadosamente antes de la contratación, y tuvieran en cuenta la evaluación de las cláusulas llamadas "letra chica", y si ningún proveedor de seguros o de limpieza en seco fuera capaz de discriminar por términos a esos consumidores de otros en el mercado, existirían entonces fuertes presiones competitivas en cada uno de los proveedores para ajustar los términos de sus contratos, para evitar la pérdida de potenciales negocios.

Cuando uno se pregunta por qué, esto se debe a que muchos consumidores probablemente dependen en parte de las limitaciones impuestas por otros consumidores (es decir que dejan que el mercado "compre por ellos")."

- H Beale, "Desigualdad en el poder de negociación" (1986) 6(1) OJLS 123, 127

"El punto es obvio, pero vale la pena mencionarlo, ya que afecta a las condiciones en las que el alivio debe ser dado: mientras que el asesoramiento en cuanto a valor normalmente rescatará el contrato con las personas "pobres e ignorantes", el capitán del navío que atraviesa las rocas estaría abierto a la explotación, incluso si tuviera a toda la de la nave a la deriva sobre las rocas habría sido todavía abiertos a la explotación, incluso si hubiera tenido toda Cámara de los Lores para que lo asesoren."